# Voices - Motion Picture Soundtrack
Voices - Motion Picture Soundtrack är ett Soundtrack Album med musik av Jimmy Webb utgivet 1979. Albumet har en tydlig Pop / Rock och Balladkaraktär. Medverkande Artister: - Burton Cummings - Willie Nelson - Tom Petty And The Heartbreakers - Andrew And David Williams. Burton Cummings medverkar här på detta album med fyra låtar som bara finns med här och har ännu inte givits ut på något annat album med honom själv.

## Låtlista
Sida.1
1. I Will Always Wait For You - 3:19 (Jimmy Webb) - Performed By Burton Cummings
2. Rosemarie’s Theme - 1:03 (Jimmy Webb)
3. Disco If You Want To - 3:30 (Jimmy Webb)
4. The Children’s Song - 2:20 (Jimmy Webb) - Performed By Andrew And David Williams
5. Family Theme - 1:30 (Jimmy Webb)
6. Anything That’s Rock`N`Roll - 2:23 (Tom Petty) - Performed By Tom Petty And The Heartbreakers
7. I Will Always Wait For You - Instrumental Version - 1:52 (Jimmy Webb)

Sida.2
1. On A Stage - 2:49 (Jimmy Webb) - Performed By Burton Cummings
2. Across The River - 2:58 (Jimmy Webb)
3. Bubbles In My Beer - 2:32 (Tommy Duncan / Cindy Walker / Bob Wills) - Performed By Willie Nelson
4. Rosemarie And Drew - 1:04 (Jimmy Webb)
5. Drunk As A Punk - 2:04 (Jimmy Webb) - Performed By Burton Cummings
6. The Children’s Song - Instrumental Version - 1:14 (Jimmy Webb)
7. Rosemarie’s Dance / I Will Always Wait For You (Reprise) - 4:03 (Jimmy Webb) - Performed By Burton Cummings

## Medverkande
- I Will Always Wait For You, On A Stage, Drunk As A Punk, Rosemarie’s Dance / I Will Always Wait For You (Reprise) - Performed By Burton Cummings

- The Children’s Song - Performed By Andrew And David Williams

- Anything That’s Rock`N`Roll - Performed By Tom Petty And The Heartbreakers

- Bubbles In My Beer - Performed By Willie Nelson

- Producent: Joe Wizan / Richard Perry